# Sun Quan (emperador Da de Wu)
Sun Quan (孙权 : 5 de julio de 182-21 de mayo de 252), hijo de Sun Jian, formalmente emperador Da de Wu, fue el fundador del reino Wu Oriental durante el período de los Tres Reinos en China. Gobernó desde 222 hasta 229 como rey de Wu y 229 a 252 como emperador de Wu.
En su juventud, Sun pasó un tiempo en su casa del condado de Fuchun y, después de la muerte de su padre en los tempranos años de la década 190, en varias ciudades en la parte baja del río Yangtze. Su hermano mayor Sun Ce creó un estado propio en la región para convertirse en señor de la guerra, apoyándose en sus propios seguidores y una serie de alianzas con clanes locales. Cuando Sun Ce fue asesinado por los hombres de Xu Gong en el año 200, a los dieciocho años de edad Sun Quan heredó el sureste de las tierras del río Yangtsé de su hermano. Su gobierno resultó ser relativamente estable en los primeros años. Sun Jian y los oficiales de más sobresalientes de Sun Ce, tales como Zhou Yu, Zhao Zhang, Hong Zhang, y Pu Cheng, se mantuvieron leales, de hecho se menciona en el romance de los Tres Reinos que Sun Ce tenía en su lecho de muerte un recordatorio para Sun Quan que decía que "en el ámbito interno, consulta a Zhang Zhao, en los asuntos externos, consulta a Zhou Yu. " Así, todo el 200, Sun Quan, bajo la tutela de sus capaces asesores, continuó aumentando su fuerza a lo largo del río Yangtze. A principios de 207, sus fuerzas finalmente obtuvieron la victoria total sobre Huang Zu, un jefe militar al mando de Liu Biao, que dominó el Yangtsé medio.
En invierno de ese año, el señor de la guerra del norte, Cao Cao, condujo un ejército de unos 830.000 hombres a la conquista del sur para completar la reunificación de China. Dos opiniones se crearon en la corte de Sun Quan sobre cómo manejar la situación. Uno, dirigido por Zhang Zhao, instó a rendirse, mientras que la otra, dirigida por Zhou Yu y Lu Su, se oponían a la capitulación. Al final, Sun decidió oponerse a Cao en el Yangtsé medio con sus fuerzas fluviales superiores. Aliado con Liu Bei y empleando las estrategias combinadas de Zhou Yu y Huang Gai, derrotaron a Cao en la decisiva Batalla de los Acantilados Rojos.
En 220, Cao Pi, hijo de Cao Cao, consiguió el trono y se proclamó emperador de China; ponía fin así a la dinastía Han. Al principio Sun sirvió nominalmente como vasallo de Cao Wei con el recién creado título de Príncipe de Wu, pero después Cao Pi exigió que enviara a su hijo, Sun Deng, como rehén a la capital de Cao Wei, Luoyang, y él se negó. En 222, se declaró independiente, cambiando su nombre de aquella era. No fue sino hasta el año 229 que oficialmente se declaró emperador.
Debido a su habilidad en reunir a hombres importantes y honorables a su causa, Sun fue capaz de delegar autoridad a figuras capaces. Esta fuerza primaria le sirvió para ganar el apoyo de la gente común y rodearse de generales competentes.
Después de la muerte de su heredero a la corona, Sun Deng, emergieron lentamente dos facciones opuestas que apoyaban a diferentes potenciales sucesores. Cuando Sun He logró suceder a Sun Deng en la corona, recibió el apoyo de Lu Xun y Zhuge Luo, mientras que su rival Sun Ba recibió el apoyo de Quan Cong y Zhi Bu y sus clanes. Tras una lucha de poder interna prolongada, numerosos funcionarios fueron ejecutados, y Sun Quan resolvió duramente el conflicto entre las dos facciones exiliando a Sun He y matando a Sun Ba. Sun Quan murió el 18 de mayo del año 252 a la edad de 70 años. Disfrutó del reinado más largo de todos los fundadores de los Tres Reinos, y fue sucedido por su hijo Sun Liang.